# Редуктазная проба
Редуктазная проба (также реакция с метиленовым синим, резазуриновая проба) — метод проверки бактериального заражения непастеризованного молока, основанный на обесцвечивании красителя в присутствии продуктов жизнедеятельности бактерий. ГОСТ 32901-2014, «Молоко и молочные продукты. Методы микробиологического анализа» допускал применение реакций с резазурином и метиленовым синим. Тест с метиленовым синим считается менее точным и утратил популярность.

## Реакция с резазурином
С 1929 года резазурин используется как индикатор бактериального заражения молока по методике Перш и Симмерт (1929). ГОСТ 9225-84 требует использования резазурина в виде натриевой соли.

## Реакция с метиленовым синим
Тест основан на обесцвечивании органического красителя, метиленового синего, в присутствии редуктазы, выделяемой бактериями в процессе их жизнедеятельности.
В процессе теста метиленовый синий добавляют к молоку в пропорции 1:20 и наблюдают за обесцвечиванием смеси при температуре 38 °С. Класс молока определяется временем обесцвечивания:
| Время обесцвечивания | Количество бактерий/мл | Качество молока    | Класс |
| -------------------- | ---------------------- | ------------------ | ----- |
| Свыше 5 ч 30 мин     | Менее 500 000          | Хорошее            | I     |
| От 2 ч до 5 ч 30 мин | От 500 000 до 4 млн.   | Удовлетворительное | II    |
| От 20 мин до 2 ч     | От 4 млн. до 20 млн.   | Плохое             | III   |
| Менее 20 мин         | Более 20 млн.          | Очень плохое       | IV    |